# Sophie Gelovani
Sophie Gelovani (სოფო გელოვანი født 21. marts 1984) er en georgisk sangerinde. Hun repræsenterede Georgien ved Eurovision Song Contest 2013.